# Predsjedničko odličje slobode
Predsjedničko odličje slobode (engl. Presidential Medal of Freedom), najviše je i najprestižnije civilno odlikovanje koje dodjeljuje Predsjednik Sjedinjenih Američkih Država. Ustanovio ga je predsjednik John Fitzgerald Kennedy 1963. kao nasljednicu Odličja slobode koje je Harry S. Truman dodjeljivao zaslužnim građanima koji su svojim djelovanjem tijekom Drugog svjetskog rata zadužili zemlju.
Premda civilno odlikovanje, može se dodijeliti istaknutim vojnim osobama za iznimne vojne pothvate prepoznate od samog predsjednika. Dodjeljuje se uglavnom američkim državljanima.

## Poznati nositelji
Među poznatim nositeljima nekoliko je predsjednika (Kennedy, Johnson, Reagan, Ford, Carter, Bush stariji i Clinton), potpredsjednika (Rockfeller, Humphrey i Biden), prvih dama (Johnson, Ford, Carter i Reagan), brojni ministri i senatori Sjedinjenih Američkih Država.
Među odlikovanim stranim državnicima ističu se Margaret Thatcher, Helmut Kohl, Tony Blair, Nelson Mandela, Vaclav Havel i Angela Merkel. Predsjedničko odličje slobode nosili su i dvojica papa (Ivan XXIII. i Ivan Pavao II.) i humanitarka Majka Terezija.
Među športašima ističu se košarkaš Michael Jordan, tenisačica Billie Jean King i boksač Muhammad Ali. Odlikovani su i članovi svemirskim misija Apollo 11 i Apollo 13, brojni aktivisti (Martin Luther King, Lech Wałęsa), generali, novinari, suci, glazbenici (Irving Berlin, Duke Ellington, Bruce Springsteen, Aretha Franklin, Plácido Domingo, Frank Sinatra), književnici (T.S. Elliot, Harper Lee), filmski umjetnici (John Wayne, Kirk Douglas, Audrey Hepburn, Meryl Streep, Steven Spielberg), arhitekti i likovni umjetnici.